# Blek dvärgtickborre
Blek dvärgtickborre (Wagaicis wagai) är en skalbaggsart som först beskrevs av Wankowicz 1869.  Blek dvärgtickborre ingår i släktet Wagaicis, och familjen trädsvampborrare. Enligt den finländska rödlistan är arten akut hotad i Finland. Arten har ej påträffats i Sverige. Artens livsmiljö är naturmoskogar.